# スポーツ県民歌
「山形県 スポーツ県民歌」（やまがたけんスポーツけんみんか）は、1948年（昭和23年）に開催された第32回日本陸上競技選手権大会において、開催地である山形県のスポーツ高揚を目的に作成された県民歌（体育歌）である。表題はジャケットに「山形スポーツ縣民歌」、またSPレコードの盤面には「山形縣スポーツ縣民歌」とある他、県名を省略して「スポーツ県民歌」、もしくは副題として「月山の雪」（がっさんのゆき）と呼ばれることもあり一定しない。

## 解説
西條八十が作詞、古関裕而が作曲をそれぞれ手掛け、日本コロムビアより藤山一郎が歌唱するSPレコード（PR240A）が発売された。B面収録曲は大会を記念して山形新聞社が歌詞の公募を実施した「スポーツまつり」で、池田まことの応募作を西條八十が補作し、佐々紅華が作曲・編曲をそれぞれ手掛けている。歌唱は霧島昇と久保幸江。
1978年（昭和53年）には日本コロムビアよりEP盤として復刻され、B面には芳野靖夫が歌う「最上川」が収録された。CDは県の普及事業を通じて何度か県内の学校や図書館用の非売品が製作されており、2014年（平成26年）にはやまがた樹氷国体の開催に合わせて県のサイトでも歌詞と楽譜および試聴用の音源が掲載されるようになった。
山形県内では教育委員会の奨励により高い認知度を誇っているが、県庁に寄せられる意見では発表からの時間の経過と共に認知度の低下も指摘されている。現在では主に、日本プロサッカーリーグ（Jリーグ）のモンテディオ山形が勝利した際の勝ち鬨の歌として本曲の歌詞を一部改編した替え歌「スポーツ県民歌 モンテディオ山形バージョン」がサポーターに歌われている。